# Magical Kid Wiz
Magical Kids Wiz (Japans: 魔法使いウィズ) is een computerspel uit 1986. Het spel is ontwikkeld door SCEI en uitgegeven door Hit Bit. Het spel is een platformspel. Onderweg kunnen tegenstanders neergeschoten en voorwerpen opgepakt worden. Het spel bevat meerdere levels en wordt bediend met het toetsenbord. Elk level is voorzien van een tijdslimiet.